# La Croix de Berny
Pour la gare, voir Gare de La Croix de Berny.
La Croix de Berny sous-titré roman steeple-chase, est un roman épistolaire écrit en collaboration par Delphine de Girardin, Théophile Gautier, Joseph Méry et Jules Sandeau et publié en 1845.

## Historique
Le roman, dont l’idée a germé au cours d’une conversation mondaine dans le salon de Delphine de Girardin, porte le sous-titre de « roman steeple-chase », car il s’agissait, dans l’esprit de celle-ci, elle écrit un roman par lettres, d’une véritable course de vitesse : « C’est moi qui arriverai première ! », prédit Delphine, en lançant le défi:86.
Delphine de Girardin redoute, un moment, le désistement de Sandeau , qui se compare à « un cheval de labour, courant en compagnie de trois coursiers anglais », elle doit le relancer. Méry, en revanche, va très vite, et livre sa copie à l’heure dite. Gautier, qui a donné la plus large mesure, envoie sa dernière lettre du camp d’Aïne-el-Arba, en Afrique:86.
Des quatre « jockeys » littéraires, le premier arrivé est le vicomte de Launay. Ce roman parait en feuilleton dans la Presse, à partir du 9 juillet 1845. La part matérielle qui revient à chaque auteur se décompose ainsi : le vicomte de Launay, 2623 lignes ; Théophile Gautier, 3404 lignes ; Méry, 3170 lignes ; Sandeau, 2158 lignes. Chacun reçoit 1 200 francs:86. 
Ce roman a obtenu un très gros succès ; réédité à de très nombreuses reprises, il l’est encore encore à l’époque actuelle.

## Postérité
Du succès que rencontra La Croix de Berny découleront deux autres romans écrits en collaboration par plusieurs auteurs, à savoir X... roman impromptu par George Auriol, Tristan Bernard, Georges Courteline, Jules Renard et Pierre Veber, publié en 1895, puis le Roman des quatre, par Paul Bourget, Gérard d'Houville, Pierre Benoit et Henri Duvernois en 1926.

## Éditions modernes
- La Croix de Berny, Paris, Mercure de France, 2019, 436 p., 18 cm (ISBN 978-2-71524-844-1, OCLC 1084854186).